# Pleurothallis trichophora
Pleurothallis trichophora är en orkidéart som beskrevs av John Lindley. Pleurothallis trichophora ingår i släktet Pleurothallis och familjen orkidéer. Inga underarter finns listade i Catalogue of Life.